# St. Lambert (Teunz)

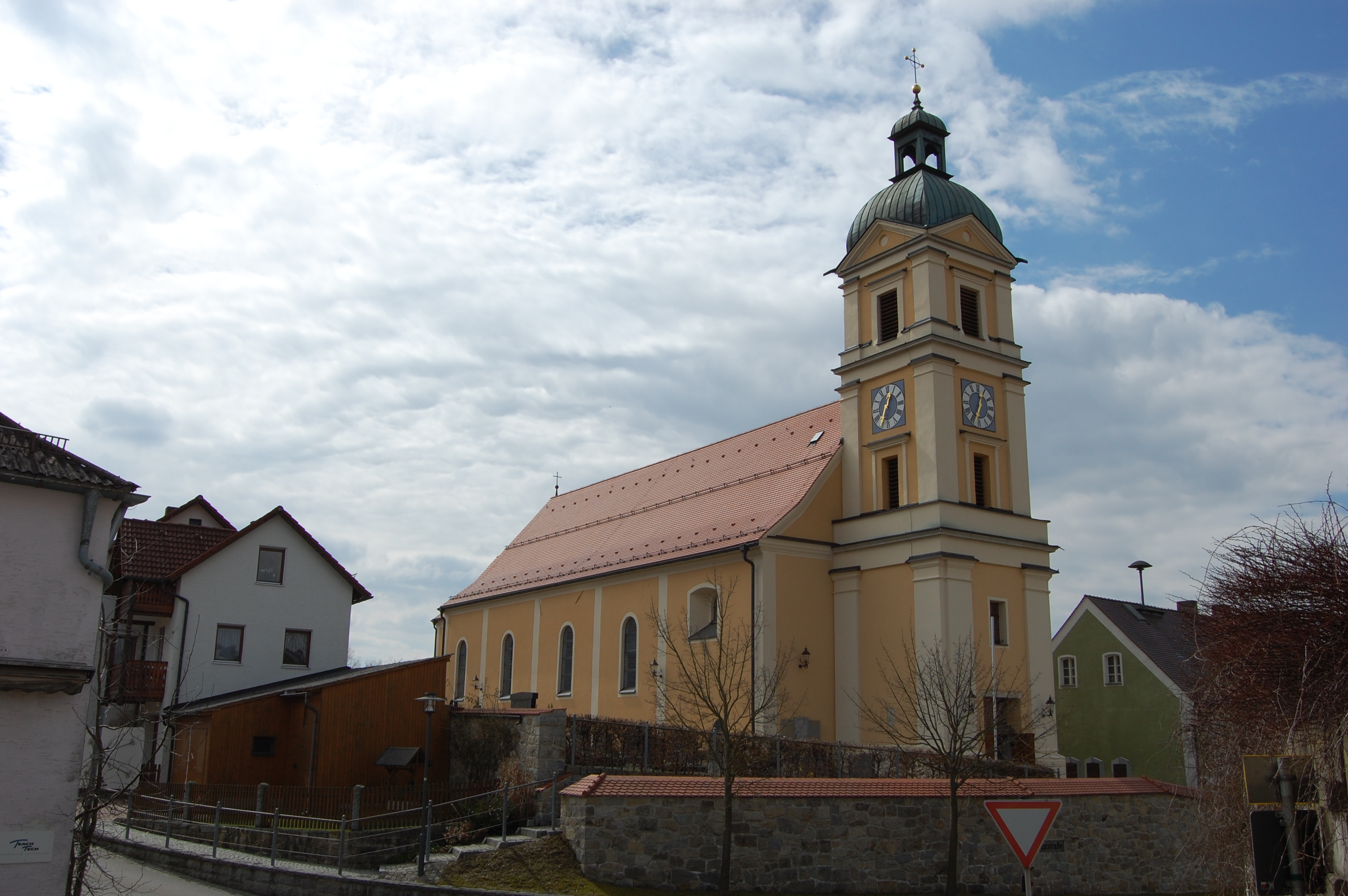
St. Lambert (Teunz)

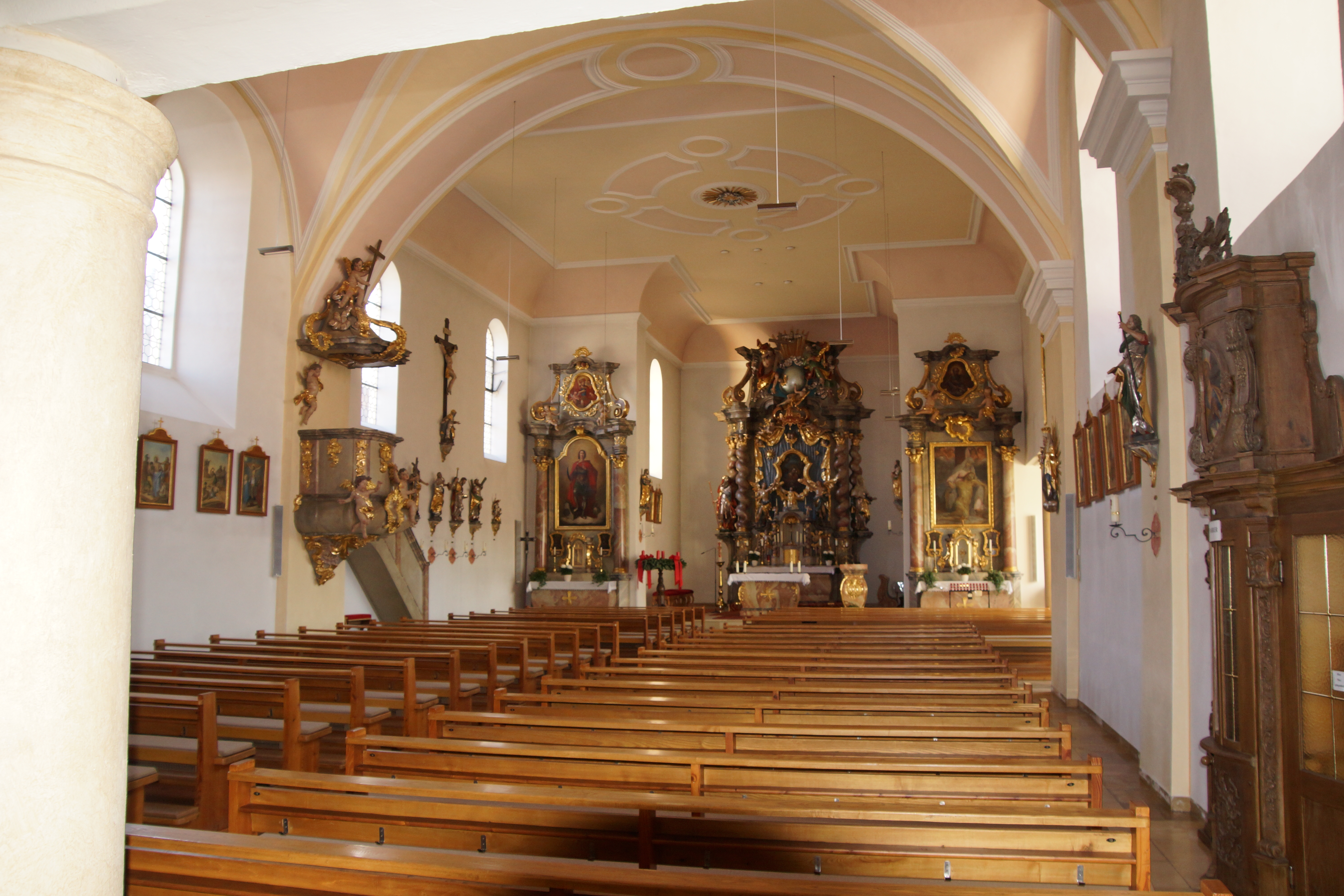
Innenansicht

Die römisch-katholische, denkmalgeschützte Pfarrkirche St. Lambert steht in Teunz, einer Gemeinde im Landkreis Schwandorf in der Oberpfalz. Sie gehört zum Bistum Regensburg. Das Bauwerk ist unter der Denkmalnummer D-3-76-171-3 als Baudenkmal in die Bayerische Denkmalliste eingetragen.

## Beschreibung
Die Saalkirche wurde 1723 erbaut. Ihr Langhaus ist mit einem Satteldach bedeckt. Der eingezogene, gerade geschlossene Chor wurde 1961 nach Süden erweitert. 1834 wurde ein Fassadenturm im Norden angebauten; er ist mit Lisenen an den Ecken und Gesimsen in Geschosse gegliedert. Bedeckt ist er mit einer Zwiebelhaube, die von einer Laterne gekrönt wird. Das Portal befindet sich an der Nordseite des Fassadenturms.
Der Innenraum des Langhauses verfügt im Westen über eine zweigeschossige Empore. Er ist mit einem Stichkappengewölbe überspannt. Zur Kirchenausstattung gehört ein Hochaltar, der aus dem Kloster Neukirchen beim Heiligen Blut übernommen wurde. 

## Orgel
Die Orgel erbaute Michael Weise 1949. Das pneumatische Werk verfügt über 13 Register auf zwei Manualen und Pedal und wurde zuletzt 1994 überholt. Die Disposition lautet:
| I Hauptwerk  |    |
| Prinzipal    | 8′ |
| Quintade     | 8′ |
| Dulcianflöte | 8′ |
| Kleingedeckt | 4′ |
| Mixtur IV    | 2′ |

| II Schwellwerk  |       |
| Salicional      | 8′    |
| Gedeckt         | 8′    |
| Prinzipal       | 4′    |
| Blockflöte      | 2′    |
| Sesquialtera II | 2 ⁄3′ |
| Tremulant       |       |

| Pedal    |     |
| Subbaß   | 16′ |
| Zartbaß  | 16′ |
| Oktavbaß | 8′  |

- Bemerkungen: Taschenlade, pneumatische Spiel- und Registertraktur
- Koppeln: II/I, II/P, I/P, Superoktavkoppel II/I, Suboktavkoppel II/I
- Spielhilfen: Pianopedal